# 叶向云
叶向云（1917年11月—2010年2月11日），原名叶甲炘，男，祖籍湖北广济，生于江苏南京，中国话剧演员、导演，曾任中国戏剧家协会理事，第三届全国人大代表。